# تپه بن زوره
تپه بن زوره مربوط به اواخر دوره ساسانیان - اوایل دوران‌های تاریخی پس از اسلام است و در شهرستان پل‌دختر، بخش مرکزی، دهستان جایدر، ۵۰۰ متری جنوب شرق روستای طاق ملک حسین واقع شده و این اثر در تاریخ ۱۲ دی ۱۳۸۶ با شمارهٔ ثبت ۲۰۴۹۷ به‌عنوان یکی از آثار ملی ایران به ثبت رسیده است.